# 미야기현 제2구
미야기현 제2구(일본어: 宮城県第2区)는 일본의 중의원 선거구이다. 1994년 공직선거법이 개정되면서 신설되었다.

## 지역
- 센다이시
  - 미야기노구
  - 와카바야시구
  - 이즈미구

## 역대 국회의원
| 선거          | 선거          | 의원            | 정당       |
| ------------- | ------------- | --------------- | ---------- |
|               | 1996년 제41회 | 나카노 마사시   | 자민당     |
|               | 2000년 제42회 | 가마타 사유리   | 민주당     |
| 2003년 제43회 |               | 가마타 사유리   | 민주당     |
|               | 2005년 제44회 | 아키바 겐야     | 자민당     |
|               | 2009년 제45회 | 사이토 야스노리 | 민주당     |
|               | 2012년 제46회 | 아키바 겐야     | 자민당     |
| 2014년 제47회 |               | 아키바 겐야     | 자민당     |
| 2017년 제48회 |               | 아키바 겐야     | 자민당     |
|               | 2021년 제49회 | 가마타 사유리   | 입헌민주당 |